# آریادین (روان‌گردان)
آریادین (روان‌گردان) (به انگلیسی: Ariadne (psychedelic)) با فرمول شیمیایی C۱۳H۲۱NO۲ یک ترکیب شیمیایی با شناسه پاب‌کم ۱۶۹۸۸۶ است. که جرم مولی آن ۲۲۳٫۳۱ g/mol می‌باشد. 